# Bucket (canción de Carly Rae Jepsen)
«Bucket» es una canción de la cantante y compositora canadiense Carly Rae Jepsen, publicada en abril de 2009 como el tercer sencillo de su álbum debut, Tug of War. La canción alcanzó el puesto 32 en la lista Canadian Hot 100.

## Video musical
Un video musical de la canción fue subido al canal de Vevo de Carly Rae Jepsen, el 5 de julio de 2011, con una duración de 2:58 minutos.

## Listado de la pista
Descarga digital

| Descarga Digital |          |          |  |
| N.º              | Título   | Duración |  |
| 1.               | «Bucket» | 2:51     |  |

## Gráficos
| Gráficos (2009)           | Pico Posición |
| ------------------------- | ------------- |
| Canadá (Canadian Hot 100) | 32            |

## Historial de versiones
| País   | Lanzamiento   | Formatos         | Discográfica        |
| ------ | ------------- | ---------------- | ------------------- |
| Canadá | Abril de 2009 | Descarga digital | Fontana, MapleMusic |